# Charops-Maler

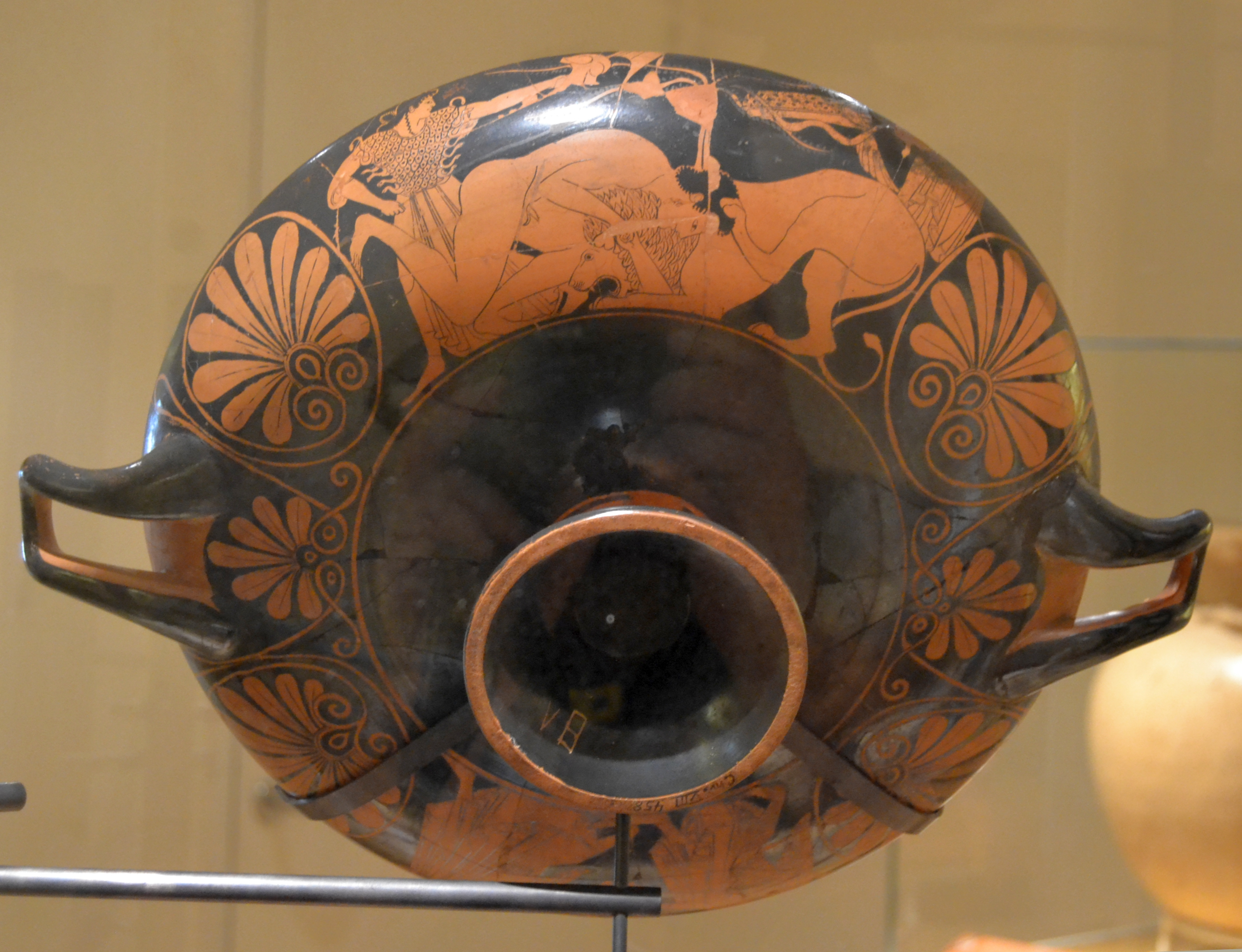
Namenvase im Dänischen Nationalmuseum: Herakles’ Kampf mit dem Löwen

Der Charops-Maler war ein griechischer Vasenmaler, der Ende des 6. oder sehr früh im 5. Jahrhundert v. Chr. in Athen tätig war.
Der Charops-Maler, der etwa zur selben Zeit wie die sogenannte „Pioniergruppe“ des rotfigurigen Stils aktiv war, gehörte zu den frühesten rotfigurigen Schalenmalern. Wie auch andere Schalenmaler dieser Zeit testete der Charops-Maler die Möglichkeiten der neuen Technik aufgrund der vergleichsweise kleineren Arbeitsfläche – des Inneren sowie der beiden Außenseiten der Schalen – noch nicht in derselben Tiefe aus, wie es die Vertreter der Pioniergruppe auf größeren Vasen schon taten, dennoch trugen auch die Schalenmaler ihren Teil zum Erfolg des neuen Stils bei. Die Innenbilder seiner Augenschalen gestaltete er noch im alten schwarzfigurigen Stil, die Außenbilder rotfigurig.
John D. Beazley hat die Handschrift des Vasenmalers innerhalb des zehntausende Teile umfassenden Bestandes bekannter attisch-rotfiguriger Vasen und Fragmente erkannt und seine Werke grundlegend zusammengestellt. Beazley hat dem Maler nur wenige Werke, insgesamt nur eine Schale und ein weiteres Fragment, zugeschrieben. Er hat ihn der zweiten Abteilung des Coarser Wings zugeordnet, einer Gruppe von qualitativ weniger guten Vasenmalern. Seinen Notnamen bekam er nach einer Beischrift, einem Lieblingsnamen: altgriechisch ΚΑΛΟΣ ΧΑΡΟΦΣ, Kalos Charops, Charops ist schön.
Werkliste
1. „Chalcicup“; Dänisches Nationalmuseum, Kopenhagen, Inventarnummer CHRVIII458 (= 127); aus Vulci; Motiv Außen A: Herakles kämpft mit dem Nemeischen Löwe, beobachtet von Athene, Motiv Außen B: zwei Mänaden mit Schlange, Thyrsos, Kantharos und  Krotala, Motiv Innen: Bogenschütze[1]
2. Schalenfragment; Archäologisches Nationalmuseum, Athen, Inventarnummer 2.232 (= B110); Motiv Innen: Jüngling (wohl Handwerker) mit Zange; ursprünglich als in der Art des Epiktetos geführt[2]